# La Fajolle
La Fajolle è un comune francese di 15 abitanti situato nel dipartimento dell'Aude nella regione dell'Occitania.

## Società

### Evoluzione demografica
Abitanti censiti